# 混蔵保管
混蔵保管（こんぞうほかん）とは、証券会社等の金融機関等が、顧客から有価証券の預託を受けた場合において、顧客の有価証券ごとに保管するのではなく、顧客の了承を得たうえで、保管振替機関に集中保管する証券保管振替制度を利用して寄託された有価証券を混合して保管する方法である。有価証券の返却等に際しては同種同量の有価証券を顧客へ交付することで、返却したものとされる。かつて、証券保管振替機構において、紙の株券の寄託を受け入れていた時代に行われていたものの、株券電子化により、株券等が振替口座簿で記録する形で管理されるようになって以降は、事実上終了している制度である。

## 金融機関の義務
金融機関が自社で保管する場合には、顧客の持ち分である有価証券の保管場所と自身の持ち分である有価証券等の保管場所を明確に区分し、各々の顧客の持分について、自社の帳簿で直ちに判別できる状態で保管することにより管理する必要がある。一方で、金融機関が第三者に保管させる場合には、第三者において、金融機関自身の取引の口座と顧客のための口座を区分する等の方法により、顧客の有価証券に係る持ち分が直ちに判別でき、かつ、各々の顧客の持分が自社の帳簿により直ちに判別できる状態で保管させることにより管理する必要がある。